# Torrechiva

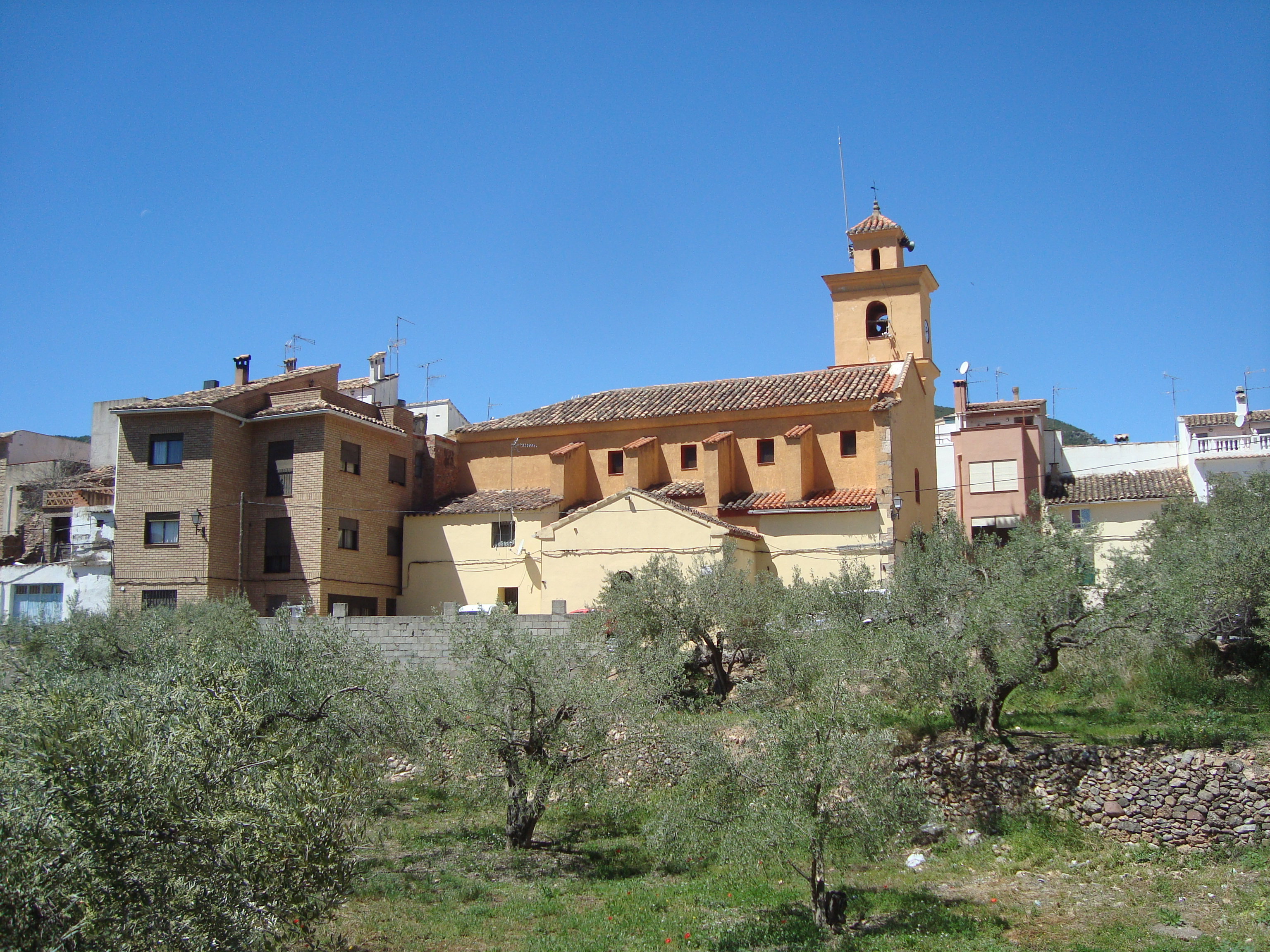
Torrechiva, Alto Mijares (Castellón)

Torrechiva là một đô thị trong tỉnh Castellón, Cộng đồng Valencia, Tây Ban Nha. Đô thị Torrechiva có diện tích km², dân số theo điều tra năm 2010 của Viện thống kê quốc gia Tây Ban Nha là người. Đô thị Torrechiva nằm ở khu vực có độ cao mét trên mực nước biển.

## Tham khảo

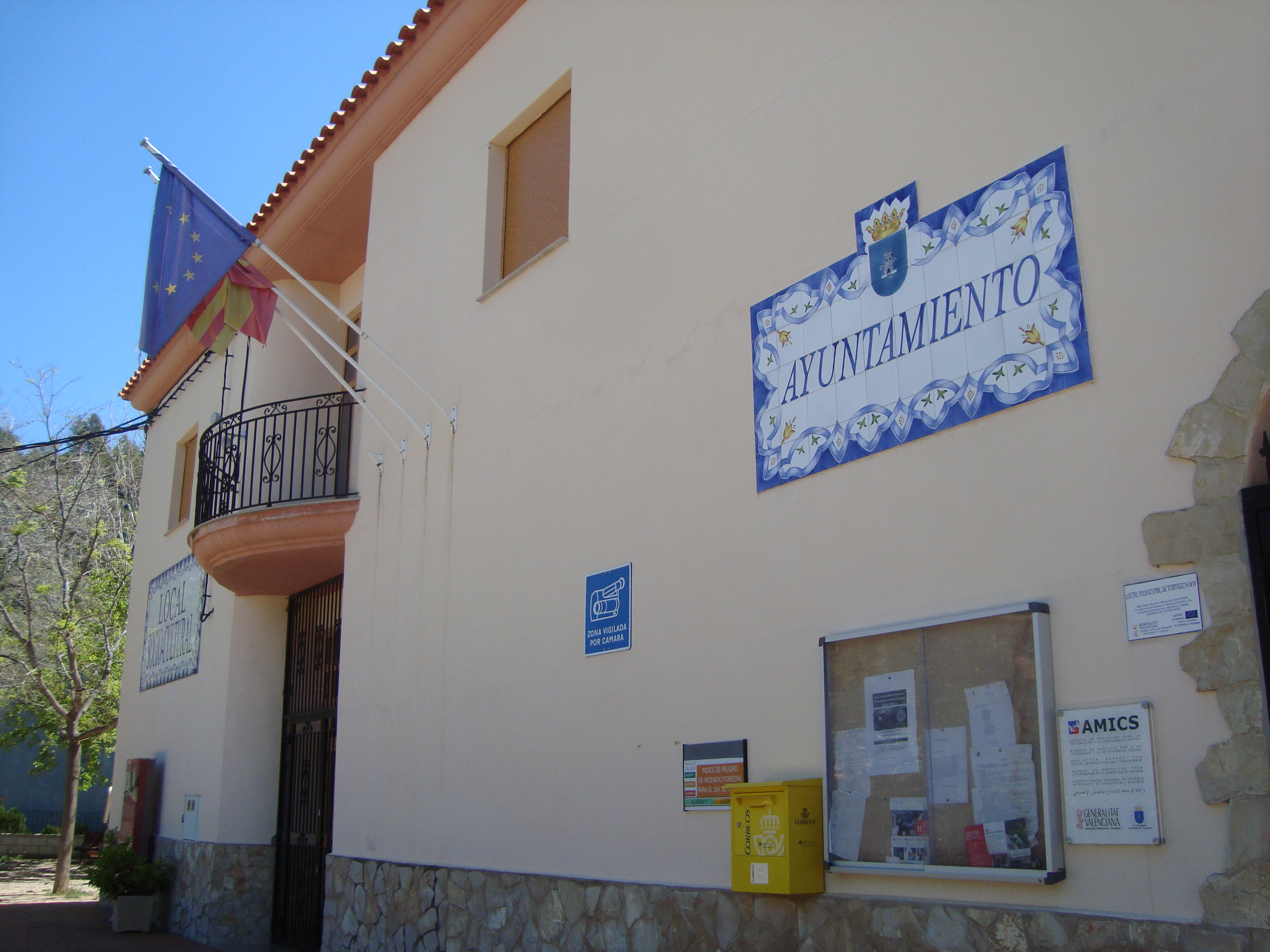
Ayuntamiento de Torrechiva

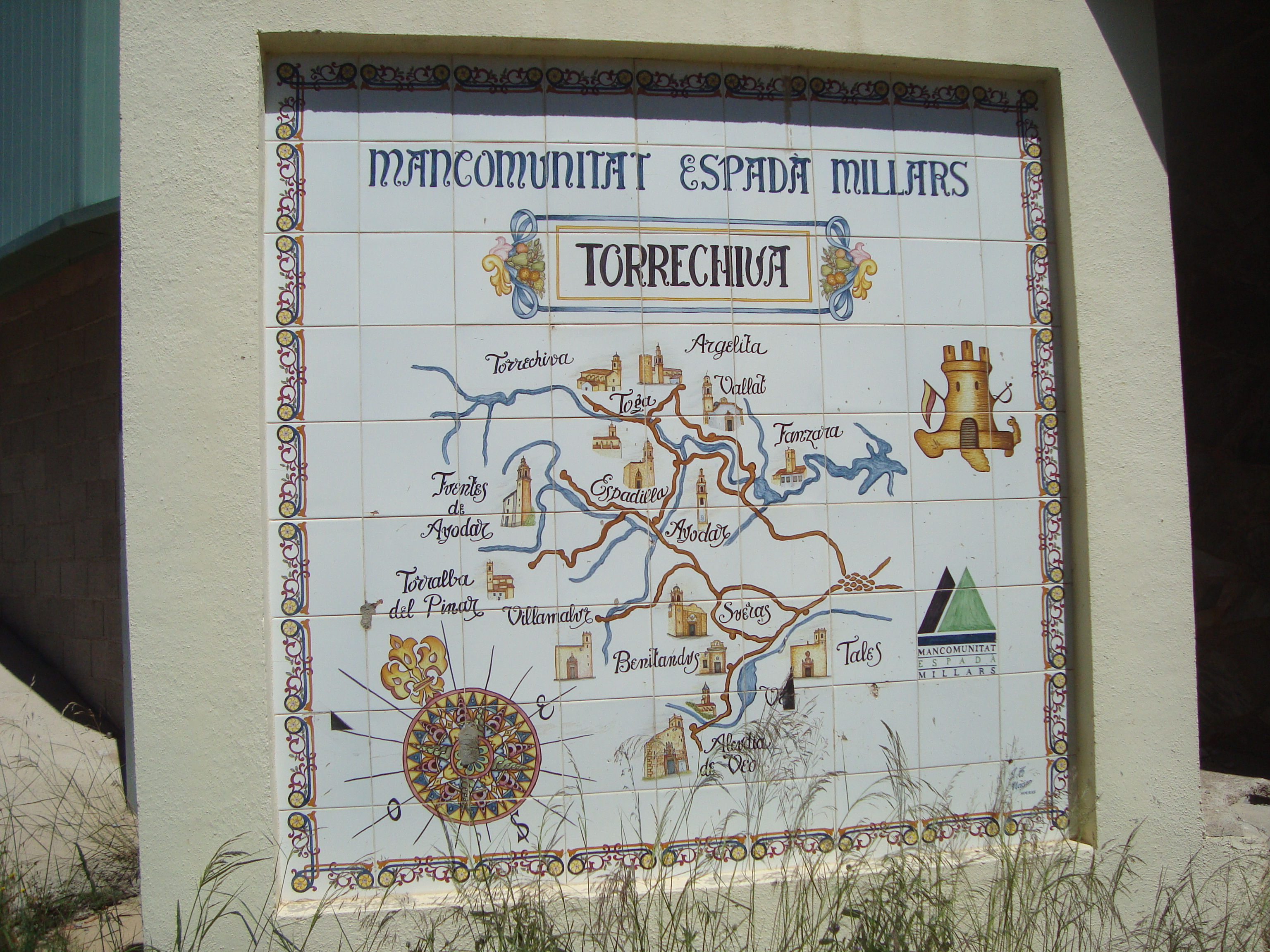
Torrechiva, mural cerámico, Mancomunidad Espadà-Millars

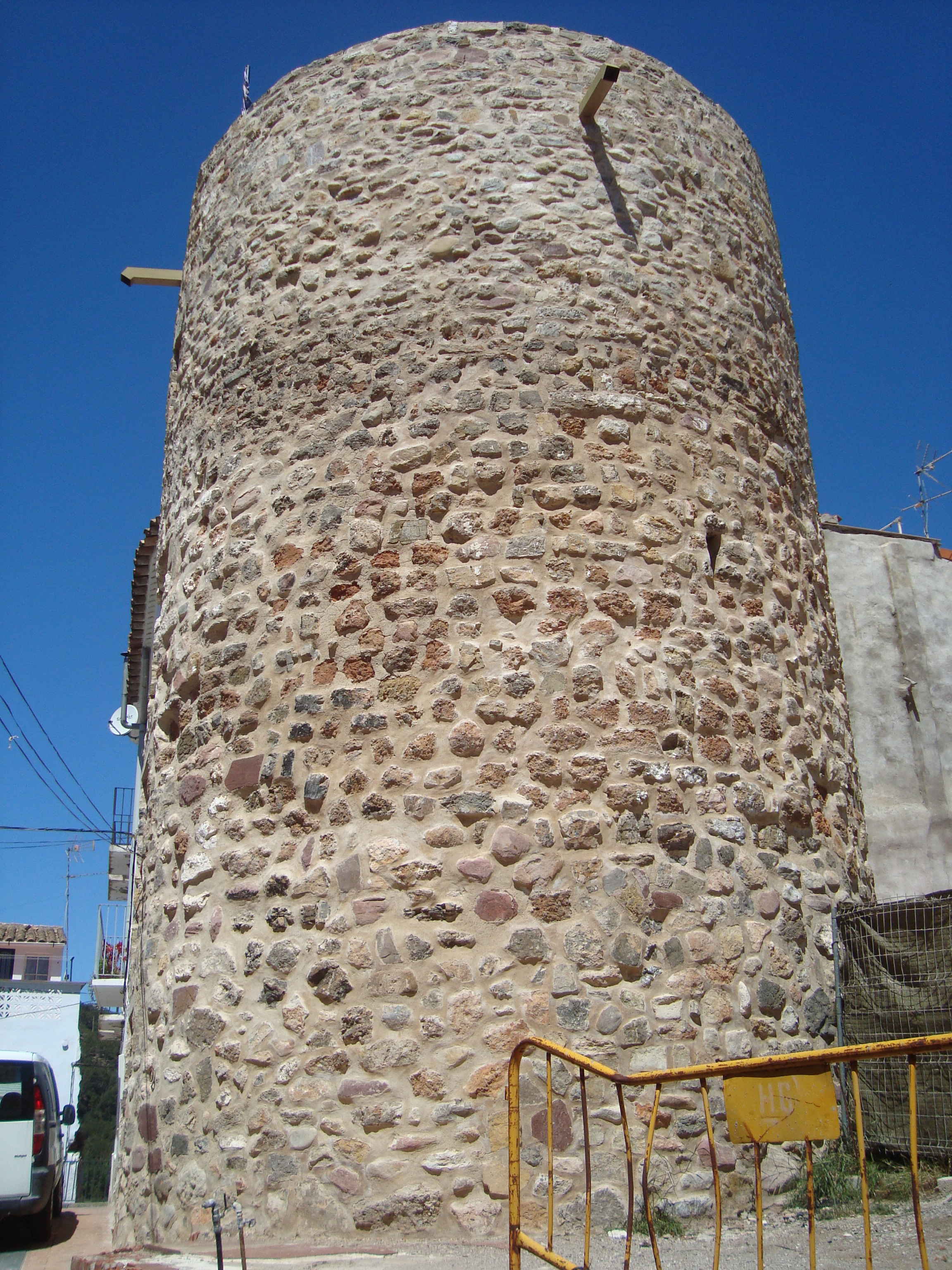
Torre de Torrechiva